# Château de Lutry
Le château de Lutry, également appelé château des Rôdeurs, est un château situé dans le canton de Vaud, en Suisse.

## Histoire
Le château de Lutry a été construit initialement au XIVe siècle par les évêques de Lausanne afin d'y loger la famille des Mayor de Lutry, qui étaient, comme leur nom l'indique, chargés de la fonction de mayor (représentant de l'évêque et gouverneur) dès 1160.
Après la conquête bernoise et l'établissement de la Réforme protestante, la charge de mayor est supprimée en 1598 et le château racheté par Pierre de Crousaz. Celui-ci entreprend de reconstruire le bâtiment en l'agrandissant et en le transformant en pseudo château fort, avec en particulier un pont-levis, des tourelles, deux échauguettes et une porte d'entrée monumentale ornée des armoiries de ces propriétaires.
Le dernier descendant de la famille de Crousaz, Juste Charles Antoine de Crousaz légua le bâtiment à la ville de Lutry en 1854. Les autorités communales y installèrent l'administration dès 1942 et procédèrent à plusieurs restaurations successives (intérieure en 1965 et extérieure entre 1985 et 1988). Aujourd’hui le château est inscrit comme bien culturel suisse d'importance nationale.